# کال-نو-آری (نوادا)
کال-نو-آری، نوادا (به انگلیسی: Cal-Nev-Ari, Nevada) یک زیستگاه انسانی و حوزه سرشماری در ایالات متحده آمریکا است که در نوادا واقع شده‌است.

## خصوصیات
کال-نو-آری ۶٫۰ کیلومترمربع مساحت و ۲۴۴ نفر جمعیت دارد و ۷۸۶ متر بالاتر از سطح دریا واقع شده‌است.